# 1185

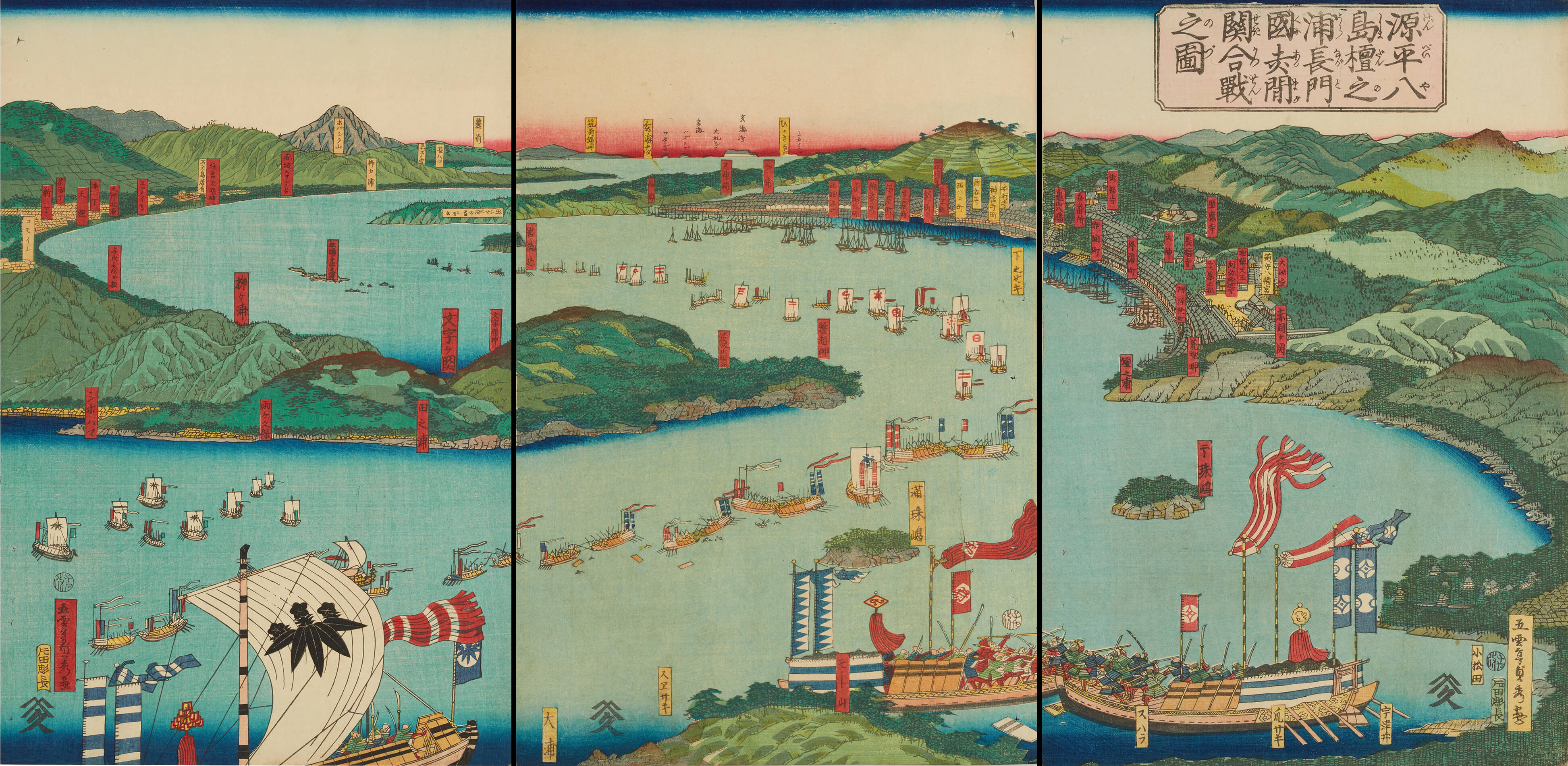
Zeeslag bij Dan-no-ura

Het jaar 1185 is het 85e jaar in de 12e eeuw volgens de christelijke jaartelling.

## Gebeurtenissen
- 24 maart of 25 april - Zeeslag bij Dan-no-ura: De Minamoto verslaan de Taira in de strijd om de hegemonie in Japan, waarmee de vijf jaar durende Genpei-oorlog tot een einde komt.
  - De machtsovername door de Minamoto betekent het einde van de Heianperiode en het begin van de Kamakuraperiode in de Japanse geschiedenis.
- Willem II van Sicilië valt het Byzantijnse Rijk aan. Hij plundert Thessaloniki.
  - Terwijl keizer Andronikos I Komnenos afwezig is om de Siciliaanse aanval af te slaan, grijpt Isaäk Angelos de macht in Constantinopel.
  - september - Als Andronikos terugkeert in Constantinopel, wordt hij door de menigte vermoord.
- 26 oktober - Begin van de Opstand van Asen en Peter: Twee Bulgaarse broers, Ivan Asen en Theodoor Peter komen in opstand tegen het Byzantijnse Rijk. De opstand zal culmineren in de stichting van het Tweede Bulgaarse Rijk.
- Hendrik II van Engeland benoemt zijn zoon Jan zonder Land tot heer van Ierland.
- Verdrag van Boves: Filips II van Frankrijk en Filips van de Elzas verdelen de tussen hen betwiste gebieden. Vlaanderen verliest de graafschappen Artesië, Valois, Amiens en een groot deel van de Vermandois aan Frankrijk.

- 's-Hertogenbosch krijgt stadsrechten. (of 1184)
- Ibn Jubayr voltooit zijn reis naar het Midden-Oosten.
- Oudst bekende vermelding: Beaconsfield, Melkwezer

## Opvolging
- patriarch van Alexandrië (Grieks) - Christoforus II opgevolgd door Theodorus IV
- Byzantium - Andronikos I Komnenos opgevolgd door Isaäk II Angelos
- Jeruzalem - Boudewijn IV opgevolgd door zijn neef Boudewijn V
- Lausitz - Diederik II opgevolgd door zijn broer Dedo III
- Meranië - Berthold III van Istrië in opvolging van Koenraad II
- Neuchâtel - Ulrich II opgevolgd door zijn zoon Rudolf III
- Noorwegen (Bagli tegenkoning) - Jon Kuvlung in opvolging van Magnus V
- paus - Lucius III opgevolgd door Umberto Crivelli als Urbanus III
- Portugal - Alfons I opgevolgd door zijn zoon Sancho I
- Schwerin - Günzel I opgevolgd door zijn zonen Helmhold I, Günzel II en Hendrik

## Afbeeldingen

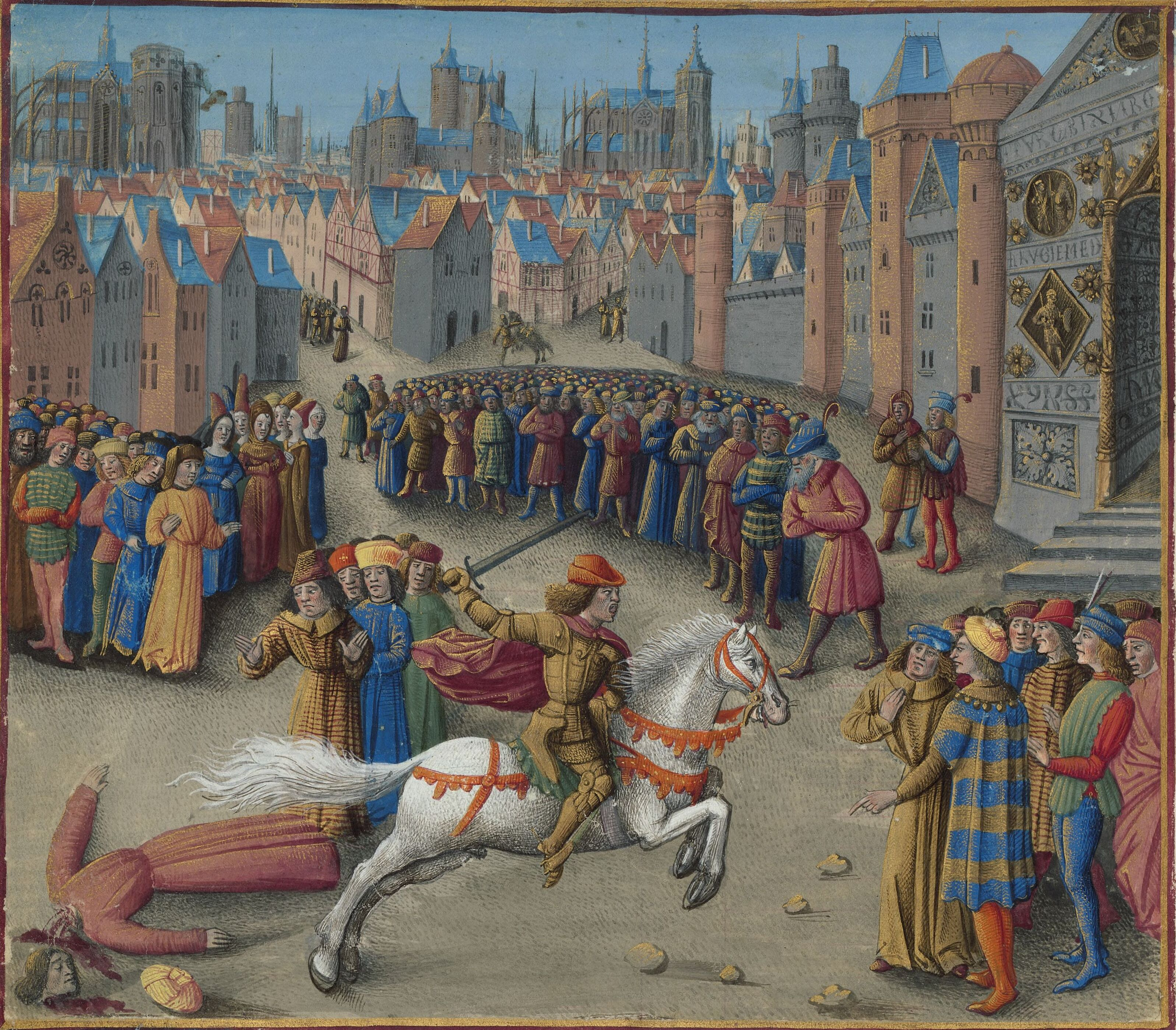
Isaäk Angelos vermoordt Stephanos Hagiochristophorites, die hem wil arresteren in opdracht van keizer Andronikos Komnenos, en komt in opstand
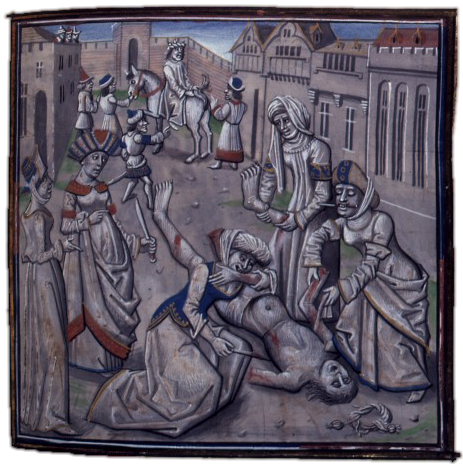
Moord op Andronikos Komnenos
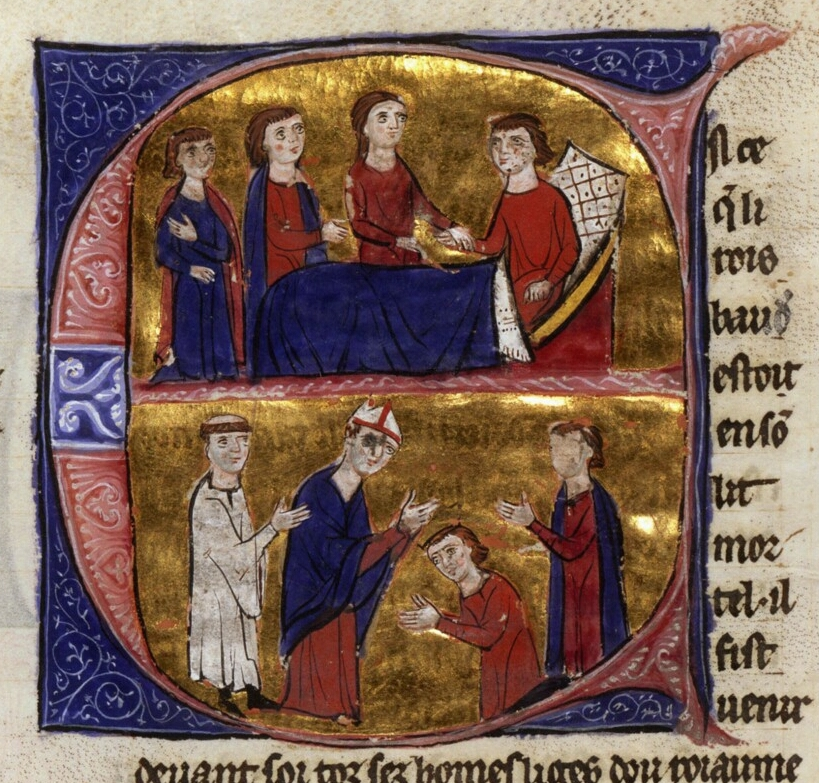
Boudewijn IV op zijn sterfbed, Boudewijn V gekroond

## Geboren
- 7 juli - Abdelwahid al-Marrakushi, Marokkaans geschiedkundige
- Alfons II, koning van Portugal (1212-1222)
- Inge II, koning van Noorwegen (1204-1217)
- Raimond-Roger Trencavel, Frans edelman
- Robert III, graaf van Dreux
- Engelbert II van Berg, graaf van Berg en aartsbisschop van Keulen (jaartal bij benadering)
- Gertrudis van Meranië. echtgenote van Andreas II van Hongarije (jaartal bij benadering)
- Hyacinthus van Polen, Pools monnik en missionaris (jaartal bij benadering)
- Willem III, koning van Sicilië (1194) (jaartal bij benadering)

## Overleden
- 16 maart - Boudewijn IV de Melaatse (~23), koning van Jeruzalem
- 25 april - Antoku (7), keizer van Japan (1180-1185)
- 12 september - Andronikos I Komnenos, keizer van Byzantium (1183-1185)
- 29 september - Willem van Tyrus, aartsbisschop van Tyrus en geschiedkundige
- 14 oktober - Alanus, Frans abt en bisschop van Auxerre
- 25 november - Lucius III (~88), paus (1181-1185)
- 6 december - Alfons I (75), graaf (1112-1139) en koning (1139-1185) van Portugal
- Bhāskara II (~71), Indiaas astronoom en wiskundige
- Günzel van Hagen, graaf van Schwerin
- al-Suhayli (~71), Andalusisch-Marokkaans rechtsgeleerde
- Ibn Tufail, Andalusisch-Marokkaans geleerde